# علاقة صداقة مع فوائد
علاقة الأصدقاء مع مزايا (بالإنجليزية: Friends with Benefits) او اختصار (FWB) هي ترتيب غير رسمي يجمع بين الصداقة والممارسة الجنسية المتكررة، دون الالتزام بعلاقة عاطفية تقليدية. تختلف هذه العلاقات من حيث طريقة نشأتها ونتائجها وخصائصها، وقد تتطور أحيانًا إلى علاقة رومانسية في حال وجود مشاعر سابقة أو نشوء مشاعر جديدة خلال فترة العلاقة. وتمتاز علاقات الأصدقاء مع مزايا بأنها تستمر غالبًا لفترة زمنية أطول مقارنة بالعلاقات الجنسية العابرة، كما تتسم بدرجة معينة من الالتزام المتبادل، على الرغم من افتقارها للسمات الرسمية المرتبطة بالعلاقات العاطفية التقليدية.
يمكن تصنيف علاقات الأصدقاء مع مزايا إلى عدة أنواع مختلفة، حيث تنشأ بدوافع متنوعة، وقد تواجه تحديات معينة مثل التعبير العاطفي المضلل، إضافة إلى قضايا مرتبطة بالموجة النسوية الثالثة، كحرية المرأة الجنسية والمعايير المزدوجة بين الجنسين. وتُلاحظ هذه العلاقات في مجتمعات ثقافية مختلفة، بما في ذلك مجتمع الميم. كما استعان الباحثون بعدد من الأطر النظرية لدراسة هذا النوع من العلاقات، مثل نظرية تبادل العاطفة، ونظرية تحديد الذات، ونظرية الاضطراب في العلاقات. ويُعتقد أن مصطلح "أصدقاء مع مزايا" نشأ من استخدامه في وسائل الإعلام والموسيقى الشعبية.

## الدوافع، الأنواع، والتحديات

### الدوافع
تشير الأبحاث إلى وجود خمسة دوافع رئيسية تدفع الأفراد لبدء علاقات الأصدقاء مع مزايا، وهي:
وفيما يلي الدوافع الخمسة الرئيسية التي حددتها الدراسات لبدء علاقات الأصدقاء مع مزايا:
1. الدافع الجنسي البحت: حيث يكون الهدف الأساسي من العلاقة هو الإشباع الجنسي دون أي اعتبارات عاطفية أو التزامات أخرى.
2. الارتباط العاطفي: رغبة أحد الطرفين أو كليهما في تعزيز الشعور بالتقارب والحميمية، مع الحفاظ على طبيعة العلاقة غير الرسمية.
3. بساطة العلاقة: البحث عن علاقة مريحة وطبيعية وخالية من التعقيدات أو الضغوط المرتبطة بالعلاقات العاطفية التقليدية.
4. تجنب الارتباط الجاد: الرغبة المتعمدة في الابتعاد عن عناصر الالتزام أو الرومانسية التي تُميز العلاقات الحصرية.
5. الرغبة في علاقة أصدقاء مع مزايا: في بعض الحالات، يكون الطرفان قد أصبحا عازبين مؤخراً وقررا استغلال الفرصة لتجربة هذا النوع من العلاقات.

يدخل الطرفان في علاقات الأصدقاء مع مزايا وهما على دراية بأن هذه العلاقة مؤقتة وستنتهي في مرحلة ما. ويُميز ذلك هذا النوع من العلاقات عن العلاقات العاطفية التقليدية، التي غالبًا ما تقوم – ولو بشكل غير معلن – على توقع الاستمرار طويل الأمد بين الشريكين.
مع تطور علاقات الأصدقاء مع مزايا، غالبًا ما تتغير دوافع الأفراد للاستمرار في هذه العلاقة. في كثير من الأحيان، يكون الدافع الرئيسي لاستمرار هذه العلاقات هو الحاجة إلى الرفقة والم companionship.

### أنواع العلاقات الجنسية
على عكس العلاقات الجنسية العابرة (مثل الرسائل الجنسية، العلاقات لمرة واحدة، وغيرها من اللقاءات الجنسية القصيرة)، فإن علاقات الأصدقاء مع مزايا تستمر في الحفاظ على العلاقة الجنسية والرومانسية. على الرغم من أن هذا يبدو مشابهًا، إلا أن علاقات الأصدقاء مع مزايا تختلف عن علاقات الجنس العابر في كونها التزامًا بالجنس العابر المستمر. أما العلاقات لمرة واحدة، فهي لقاءات قصيرة يتم فيها تبادل معلومات محدودة، وعادة ما ينفصل الطرفان في اليوم التالي دون أي تواصل إضافي. أما المكالمات الجنسية، فهي تحدث بين أشخاص يعرفون بعضهم البعض مسبقًا، لكنهم ليسوا بالضرورة أصدقاء، وعادة ما تكون متكررة ولا تتطور إلى شيء أكثر. أما "التجارة بالهدايا" (Sugaring) فهي تتضمن تبادل الهدايا أو المال مقابل الرفقة.

### أنواع علاقات الأصدقاء مع مزايا
تشير الأبحاث إلى وجود عدة أنواع من علاقات الأصدقاء مع مزايا، بما في ذلك:
1. أصدقاء حقيقيون: أصدقاء مقربون يشاركون في النشاط الجنسي مع بعضهم البعض.
2. مجرد جنس: التفاعلات بينهما تحدث حصريًا من خلال الجنس.
3. فرص الشبكة الاجتماعية: معارف ضمن شبكة اجتماعية مشتركة يستخدمون بعضهم البعض للجنس في حال لم تتوفر خيارات أخرى.
4. ناجحة (الانتقال إلى علاقة رومانسية): بدء علاقة FWB بنية أنها ستتحول إلى علاقة عاطفية.
5. غير مقصودة (الانتقال إلى علاقة رومانسية): تنشأ علاقة عاطفية رغم أن كلا الطرفين لم يكن لديهما نية مسبقة لذلك.
6. فاشلة (الانتقال إلى علاقة رومانسية): أحد الطرفين يحاول بدء علاقة رومانسية لكنه يفشل في ذلك.
7. الانتقال إلى الخروج: التفاعلات الجنسية التي تحدث بين الشركاء السابقين.

قد يحاول بعض الأفراد تحويل علاقات الأصدقاء مع مزايا (FWBR) إلى علاقة رومانسية ملتزمة، ولكن ذلك يختلف في كل من النتيجة والنوايا. يمكن تمييز هذه الأنواع السبعة من علاقات الأصدقاء مع مزايا بناءً على مستوى الثقة والقرب بين الأصدقاء، وما إذا كانت تجارب رومانسية تحدث أثناء التورط في ترتيب الأصدقاء مع مزايا.

### التحديات في علاقات الأصدقاء مع مزايا
علاقات الأصدقاء مع مزايا تجمع بين الصداقة والتفاعلات الجنسية دون وجود علاقة رومانسية. في بعض الحالات، يعتمد نجاح هذا النوع من العلاقات على تجنب المشاعر العاطفية. على الرغم من تزايد شعبية علاقات الأصدقاء مع مزايا، إلا أن معدل نجاح استمرار الصداقة بعد نهاية هذه العلاقة لا يكون مرتفعًا. ورغم أن هذه العلاقات تُنشأ بهدف الاتصال الآمن مع الشريك دون التورط العاطفي، إلا أن العديد منها لا يكون حقيقيًا. مع ذلك، فإن التصورات حول مصداقية علاقات الأصدقاء مع مزايا قد تختلف. التفاعلات الجنسية التي تحدث في علاقة الأصدقاء مع مزايا، على عكس اللقاءات الجنسية العابرة، قد تكون أكثر واقعية لبعض الأصدقاء نظرًا للتقارب العاطفي المسبق بينهما.
تشير الأبحاث حول التعبير عن العاطفة المضللة، أو التعبير عن مشاعر لا تعكس الأحاسيس الحقيقية، إلى أن الأشخاص غالبًا ما يخفون مشاعرهم الصادقة خوفًا من أن تكون غير متبادلة أو غير مقبولة. في النهاية، يتم استخدام العاطفة المضللة كأداة لحماية المشاعر الشخصية حتى لا يتأذى أحد. ورغم محاولة إبعاد المشاعر عن هذه العلاقات، فإنها تظل معقدة؛ حيث تصبح الحدود غير واضحة، وقد تنشأ مشاعر لدى أحد الأطراف لا يتم قبولها دائمًا من الطرف الآخر.

## تاريخيا

### المصطلج
يعزو بعض الباحثين أصل مصطلح "أصدقاء مع مزايا" إلى استخدامه لأول مرة في أغنية "Head over Feet" للمغنية ألانيس موريسيت عام 1995، حيث ورد في كلماتها: "أنت صديقي المفضل، صديقي المفضل مع مزايا". ومع ذلك، يعتقد آخرون أن المصطلح نشأ أساسًا من الفيلم الذي صدر عام 2011 بعنوان "Friends with Benefits".

### النسوية الموجة الثالثة
كامتداد للنسوية الموجة الثانية، تؤمن النسوية الموجة الثالثة بأن "الشابات يجب ألا يُعيقهن أي شيء، سواء من خلال المعايير التقليدية للجنس التي ت stigmatize التجارب الجنسية النسائية في العلاقات غير المرتبطة، أو من خلال الشعور بأن نوعًا معينًا من الممارسات الجنسية هو الأكثر "نسوية" من غيره" (ويليامز وجوفانوفيتش، 2014، ص.158). تدعو النسوية الموجة الثالثة إلى أن تتمكن النساء من استكشاف جنسهن بحرية دون عواقب أو حكم، وقد تتجلى هذه الفكرة كدافع للنساء المغايرات جنسياً للمشاركة في علاقات الأصدقاء مع مزايا. ومع ذلك، بالنسبة للبعض، قد تكون النسوية أيضًا سببًا لتجنب هذه العلاقات بسبب الضغط الاجتماعي السائد في الجامعات للمشاركة في علاقات الأصدقاء مع مزايا.
ترفض النسويات من الموجة الثالثة أيضًا الفكرة القائلة بأن الشابات اللواتي يشاركن في الجنس العابر أو علاقات الأصدقاء مع مزايا أو أي تعبيرات أخرى عن الاستقلالية الجنسية يجب أن يُطلق عليهن لقب "عاهرات". يمكن أن يثني هذا المصطلح هذه النساء عن متابعة رغباتهن الجنسية أو عن فهمهن لجنسيتهن الخاصة.
على الرغم من أن المعيار المزدوج الجنسي، أو النظرة المجتمعية التي تنتقد السلوك الجنسي للنساء أكثر من الرجال، قد لا يكون بارزًا بالنسبة للنساء اللواتي يشاركن في علاقات الأصدقاء مع مزايا، نظرًا لأن هذه العلاقات عادة ما تكون أمرًا أكثر خصوصية. قد توفر الخصوصية حماية للنساء من مواجهة الحكم الاجتماعي على تعبيراتهن الجنسية وتمنحهن مزيدًا من القوة والسيطرة.
يمكن للنسويات من الموجة الثالثة أن يطرحن حججًا من كلا الجانبين حول إيجابيات وسلبيات علاقات الأصدقاء مع مزايا. من جهة، تسمح هذه العلاقات للنساء باستكشاف جنسيتهن ورغباتهن في علاقة يمكن اعتبارها "آمنة" بفضل الصداقة المرافقة في علاقة الأصدقاء مع مزايا، حتى وإن كانت غير ملتزمة، مما يمنحهن المساحة للتواصل بشأن احتياجاتهن. من جهة أخرى، قد لا تساعد علاقات الأصدقاء مع مزايا النساء في التفاعل الكامل مع استقلاليتهن الجنسية دون استغلال. بينما هناك فوائد لعلاقات الأصدقاء مع مزايا، فإن الافتراض بأن جميع النساء في هذه العلاقات يتمتعن بحرية جنسية تامة واستقلالية كاملة قد يُنظر إليه على أنه تبسيط مفرط من قبل النسويات، نظرًا للمعيار المزدوج الجنسي الذي قد لا يزال يؤثر على سلوكهن واختياراتهن.

## التمثيل في وسائل الإعلام
في عام 2011، تم إصدار فيلم "Friends with Benefits" الذي يضم جاستن تيمبرليك وميلا كونيس، والذي يصور علاقة أصدقاء مع مزايا بين النجمين المشاركين. في نفس العام، تم إصدار فيلم "No Strings Attached" الذي يضم ناتالي بورتمان وآشتون كوتشر، والذي صور أيضًا علاقة أصدقاء مع مزايا. (من باب الصدفة، تزوج كوتشر وكونيس، نجما الفيلمين المذكورين، في الحياة الواقعية في عام 2015). ومنذ ذلك الحين، أصبح هذا المفهوم ظاهرة يتم الإشارة إليها بشكل متكرر في الثقافة الشعبية ويتم تبنيها من قبل المجتمع.

## البحوث والدراسات
هناك العديد من الدراسات التي تبحث في كيفية تطور علاقات الأصدقاء مع مزايا بين الطلاب في سن الجامعة.
في عصر متزايد من التحرر الجنسي، تزداد العلاقات الجنسية العارضة بشكل مستمر. تُظهر الدراسات أن عددًا متزايدًا من طلاب الجامعات، سواء من الذكور أو الإناث، يذكرون أنهم خاضوا علاقة أصدقاء مع مزايا في مرحلة ما. يميل الرجال إلى اعتبار علاقات الأصدقاء مع مزايا على أنها علاقات عارضة، بينما تميل النساء إلى اعتبارها صداقات. كما أن الرجال هم أكثر عرضة لإقامة علاقات جنسية مع أشخاص لا تربطهم بهم علاقة رومانسية.
من المواضيع التي ظهرت في إحدى الدراسات حول علاقات الأصدقاء مع مزايا بين طلاب الجامعات ما يلي: (1) علاقات الأصدقاء مع مزايا كمصدر تمكين للنساء الشابات، (2) علاقات الأصدقاء مع مزايا كمصدر لا تمكين للنساء الشابات، (3) علاقات الأصدقاء مع مزايا كخيار آمن بديل للعلاقات العابرة، (4) السيطرة والقوة في علاقات الأصدقاء مع مزايا.:167
وجدت دراسة أخرى أن الأفراد الذين يتجنبون الارتباط يعانون من رضا جنسي أقل في العلاقات. كما وجدت الدراسة ارتباطًا بين قلق الارتباط والرضا الجنسي.
مع استمرار علاقات الأصدقاء مع مزايا كونها موضوعًا مثيرًا للاهتمام، بدأت الأبحاث حول هذا الموضوع تفقد دلالتها السلبية. تواصل علاقات الأصدقاء مع مزايا نمو شعبيتها بين الشباب وكبار السن الذين ليس لديهم أطفال صغار.
أظهر المراهقون والشباب من المجتمعات الريفية أن معظمهم توقعوا أن تتحول علاقة الأصدقاء مع مزايا إلى صداقة، بينما توقع الغالبية المتبقية الذين لم يتوقعوا ذلك أن تتحول إلى علاقة رومانسية نتيجة كونهم أصدقاء مع مزايا. كما أن الشباب من كلا الجنسين الذين دفعهم احتياجهم الجسدي للدخول في علاقة أصدقاء مع مزايا كانوا أيضًا أكثر احتمالًا للتعبير عن رضاهم عن التجربة.
تشير الأبحاث حول الفروق بين الجنسين في علاقات الأصدقاء مع مزايا إلى أن الرجال يكونون أكثر احتمالًا لأن يكون لديهم أكثر من علاقة أصدقاء مع مزايا في نفس الوقت ويميلون إلى رغبتهم في الحفاظ على العلاقة كما هي. في المقابل، قد تتوقع النساء أن تنتهي العلاقة إلى علاقة ملتزمة أو أن يصبحوا أصدقاء مقربين.
تميل النساء أيضًا إلى تحفيز أنفسهن للمشاركة في علاقة أصدقاء مع مزايا كوسيلة لتلبية احتياجاتهن العاطفية أكثر من أقرانهن من الرجال. ومع ذلك، قد تحدث مشاعر عاطفية معقدة لكل من الرجال والنساء في علاقات الأصدقاء مع مزايا. نظرًا لأن النساء يواجهن المزيد من الحكم الاجتماعي والضغوط مقارنة بالرجال بسبب السلوك الجنسي العرضي، قد يزيد ذلك من شعورهن بالخجل ويجعلهن أقل احتمالًا لاتخاذ احتياطات الأمان الجنسي للوقاية من الأمراض المنقولة جنسيًا والحمل غير المرغوب فيه.

### المنظورات الثقافية
وجدت دراسة أجراها كوينونيس، مارتيز-تابوا، رودريغيز-غوميز، وباندو (2017) بين طلاب الجامعات في بورتو ريكو أن الرجال والنساء اللاتينيين الشبان قد مروا بتجربة واحدة على الأقل لعلاقة أصدقاء مع مزايا طوال حياتهم وأبدوا اهتمامًا بالطبيعة الجنسية ذات الالتزام المنخفض لهذه العلاقات. وعلى عكس الدراسات الأخرى حول الفروق بين الجنسين في علاقات الأصدقاء مع مزايا، وُجد أن كل من الرجال والنساء اللاتينيين يهتمون أكثر بالنشاط الجنسي الذي يحدث في هذه العلاقة مقارنة بالجوانب العاطفية لها.
أظهر الطلاب الجامعيون الذين لديهم معتقدات دينية قوية ميلاً أقل للمشاركة في علاقة أصدقاء مع مزايا. قد يُعزى ذلك إلى التقليد اليهودي-المسيحي الذي يرى أن النشاط الجنسي لا يحدث إلا عندما يصاحبه الالتزام الرومانسي والتعددية الزوجية.
في المجتمعات الإندونيسية، من خلال تعبئة نماذج الهوية كطريقة للكشف عن الذات، يمكن البحث بنشاط عن علاقات الأصدقاء مع مزايا عبر منصة تبادل الرسائل عبر الإنترنت تُسمى "تليجرام". يمكن أن يؤثر الكشف عن الذات في هذه الترتيبات بالنسبة للأعضاء بطرق مثل:
1. التعمق في التفاصيل الحميمة للآخرين.
2. بناء أمان العلاقة والراحة مع بعضهم البعض.
3. ملاحظة التوافق أو عدم التوافق.

الأعضاء مرتبطون من خلال الإفصاح عن الذات والعثور على التشابه في هدفهم الرئيسي المتمثل في إيجاد شريك مستعد للدخول في علاقة "أصدقاء مع فوائد
توصلت دراسة أخرى أجريت على نساء نرويجيات شابات من جنسين مختلفين إلى ثلاثة أنواع إضافية من علاقات الأصدقاء مع فوائد:
1. الأصدقاء المقربون (يقدرون الصداقة أكثر من الجنس)
2. العشاق (يقدرون الجنس أكثر من الصداقة)
3. على الخطاف (أحدهما لديه اهتمام رومانسي ولكن الآخر لا يرغب في علاقة ملتزمة) [1]

تشارك النساء النرويجيات في علاقات "أصدقاء مع فوائد" لإشباع رغباتهن الجسدية والجنسية، أو للحصول على تجارب جنسية أكثر تنوعًا، أو لأنهن لا يملكن مسؤوليات علاقة تجاه الشخص الآخر. كانت قواعد علاقاتهن في الغالب تفتقر إلى الوضوح، ولكن تلك التي كانت موجودة تناولت قضايا مثل العروض العامة للمشاعر والتفرد الجنسي.

### وجهات نظر مجتمع الميم
بالرغم من أن البحث في وجهات نظر مجتمع LGBTQ+ بشأن علاقات الأصدقاء مع الفوائد (FWBRs) محدود نسبياً، فقد وجدت دراسة حديثة في 2024 أن الطلاب الجامعيين الشباب من مجتمع LGBTQ+ قد يسعون للبحث عن القرب العاطفي من خلال العلاقة الحميمة التي تنطوي عليها اللقاءات الجنسية أو علاقات الأصدقاء مع الفوائد، أو يرغبون في أن تنتهي هذه التفاعلات إلى علاقات عاطفية ملتزمة تمامًا. كما عبّروا عن استخدام اللقاءات الجنسية لتتطور إلى علاقات أصدقاء مع فوائد، وهم مدفوعون للدخول في هذه العلاقات لتلبية احتياجاتهم الجسدية والجنسية. بعضهم يربطون سبب ذلك إلى اعتقادهم بأن استمرارية العلاقة السابقة تعزز النمو مع مرور الوقت في التفاعلات الجنسية. إلى جانب ذلك، تم العثور على أن الرجال المثليين كانوا أكثر عرضة للمشاركة في اللقاءات الجنسية أو مكالمات "البوتي" (booty calls)، بينما كانت النساء المثليات أكثر عرضة للانخراط في علاقات الأصدقاء مع الفوائد، ومع ذلك قد تكون الدراسات المستقبلية ضرورية لتأكيد هذه النتائج بشكل أكبر.

## النظريات

### نظرية تبادل المودة
نظرية تبادل المودة تفترض أن "الأفراد يحتاجون إلى إعطاء واستقبال المودة من أجل البقاء والتكاثر". عندما يكون الأفراد جزءًا من علاقات صحية تسمح لهم بإظهار المودة دون اعتراض، فإنهم يشعرون بقلق أقل في العلاقات الأخرى الأكثر تعقيدًا. يمكن لبعض علاقات الأصدقاء مع الفوائد أن تمتنع عن تقديم المودة، بينما توفر علاقات أخرى هذه الفرصة للمشاركين لإعطاء واستقبال المودة، حتى وإن كانوا يرون علاقتهم على أنها "قليلة الصيانة": يمكن أن يكون للتواصل بعد الجنس مثل الحديث على الوسادة، والعناق، والتقبيل نتائج إيجابية. عندما لا يحدث هذا النوع من المودة، على الرغم من أنه مرغوب فيه، يمكن أن يشعر الأفراد الذين يرغبون في المودة، والذين يدركون رغبة شريكهم في ذلك، بالعداء.
تشير الأبحاث إلى أن العلاقات (مثل بعض علاقات الأصدقاء مع الفوائد) التي لا تشمل تفاعلًا صحيًا بعد الجنس قد تعاني من تجنب التعلق بسبب نقص التواصل العاطفي. من أجل أن يشعر الأفراد بالرضا الجنسي، من المهم فهم احتياجات التعلق للأطراف المشاركة في العلاقة الجنسية.

### نظرية تحديد الذات
نظرية تحديد الذات (SDT) تناقش الحاجة البشرية المستمرة للبحث عن تحديات جديدة. وفقًا لستين وآخرين (2019)، جزء من جاذبية علاقات "الأصدقاء مع الفوائد" يرتبط بهذه النظرية. يجد الكثير من الناس علاقات "الأصدقاء مع الفوائد" جذابة بسبب جاذبية العلاقة غير المرتبطة بالالتزامات والتي تتمتع بسهولة واستقلالية.
جذر نظرية تحديد الذات (SDT) هو الحاجة إلى وجود أهداف تركز إما على الاقتراب أو على التجنب. الأهداف التي تركز على الاقتراب تركز على ما يمكن أن يحصل عليه الفرد من العلاقة - وفي حالة العلاقات "الأصدقاء مع الفوائد"، يشمل هذا بالضرورة الجنس. أما الأهداف التي تركز على التجنب، فهي تنظر إلى الفشل الذي يمكن تجنبه. في حالة علاقات "الأصدقاء مع الفوائد"، يمكن للفرد تجنب علاقة رومانسية تنتهي بشكل سلبي.

### نظرية الاضطراب العلاقي
نظرية الاضطراب العلاقي تسعى لتوضيح كيف يفكر الأفراد، يشعرون، ويتواصلون مع شركائهم عندما يواجهون مشاكل في علاقاتهم. في دراسة مع طلاب الجامعات، تم توسيع نظرية الاضطراب العلاقي لشرح مفاهيم مثل عدم اليقين العلاقي، والتعويل المتبادل، والعواطف، وتجنب مناقشة العلاقة، ومشاعر الرضا التي قد تحدث في علاقات الأصدقاء مع الفوائد.
أظهرت النتائج أن الرضا داخل علاقة الأصدقاء مع الفوائد يعتمد على تصورات الأشخاص لمشاعر شريكهم في العلاقة بدلاً من مشاعرهم الخاصة. بمعنى آخر، كان الرضا مرتبطًا بعدم اليقين بشأن مشاعر شريكهم. كما كانت التدخلات، أو عندما يعيق أحد الشريكين الآخر، مرتبطة بمشاعر سلبية مثل التوتر أو الغضب في علاقات الأصدقاء مع الفوائد. كما شارك شركاء الأصدقاء مع الفوائد في حديث أقل عن علاقتهم حتى عندما مروا بتقلبات أقل وكانوا أكثر رضا عن علاقتهم، وهو ما يمكن أن يكون ناتجًا عن الطابع غير الرسمي وغير الملزم لعلاقة الأصدقاء مع الفوائد.

## ملاحظة:
نأمل أن يتم توسيع هذا الموضوع ليشمل الدراسات والبحوث المتعلقة بالعلاقات من نوع "أصدقاء مع فوائد" في الوطن العربي. حيث إن فهم الديناميكيات الثقافية والاجتماعية لهذه العلاقات، وخاصة في سياق المجتمعات العربية، قد يسهم في مناقشات أوسع حول العلاقات الشخصية، الجنسية، والهوية الاجتماعية. كما أن مناقشة هذه المواضيع قد تساعد في تفكيك بعض المفاهيم الخاطئة وتعزيز الوعي حول الصحة الجنسية والعلاقات الصحية في مختلف الثقافات.
1. ↑  Karlsen, Monica; Træen, Bente (1 Mar 2013). "Identifying 'friends with benefits' Scripts Among Young Adults in the Norwegian Cultural Context". Sexuality & Culture (بالإنجليزية). 17 (1): 83–99. DOI:10.1007/s12119-012-9140-7. ISSN:1936-4822. Archived from the original on 2019-02-24.